# Пуштунська кухня

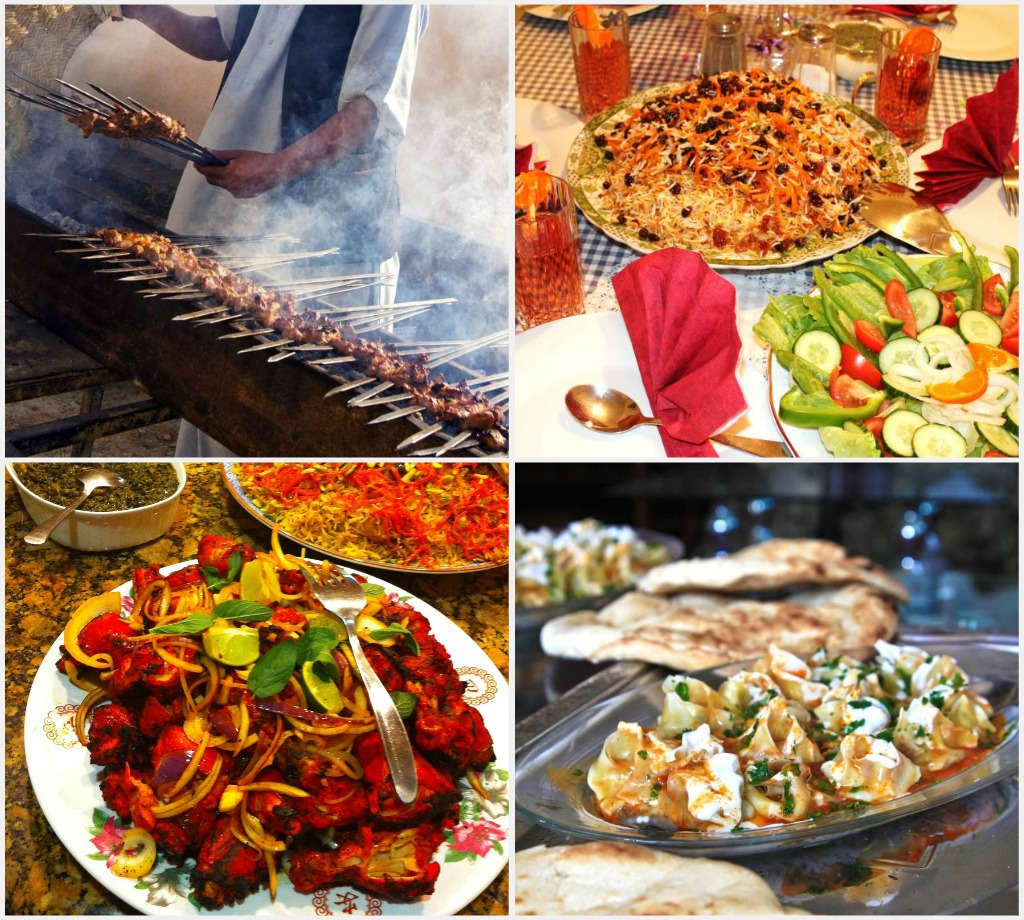
Популярні пуштунські страви зліва направо:1. Шашлик з баранини
2. Кабульський плов та салат
3. Курча тандурі
4. Манти.
Пуштунська кухня поєднує кухні Середньої, Східної, Південної Азій та Близького Сходу. Більшість пуштунських страв традиційно не гострі.

Пуштунська кухня (пушту پښتني خواړه) — кухня пуштунів, народу, що становить основну частину населення Афганістану. 
Ця кухня сформована під впливом афганської  та пакистанської кухонь, в основному складається з різноманіття м’ясних страв, що включають баранину, яловичину, курку та свіжу рибу, а також містять рис та овочі.  Також додаються молочні продукти (йогурт, сироватка, сири), різні горіхи, свіжі фрукти та сухофрукти.
Такі міста, як Кандагар, Джелалабад, Кабул, Кветта, Герат та Пешавар, відомі як центри пуштунської кухні.

## Страви

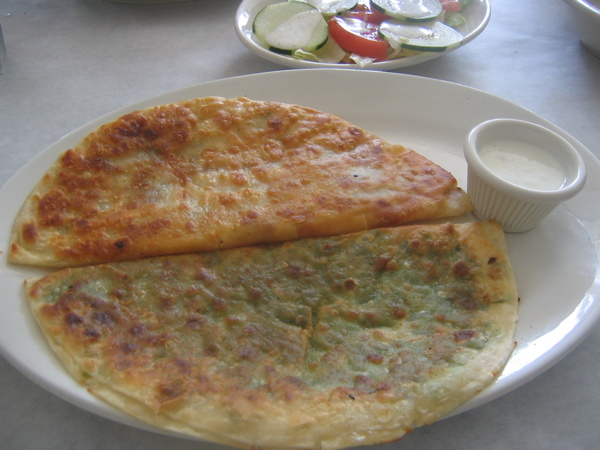
Болані

Короткий і неповний список продуктів харчування, які часто вживають у їжу пуштуни.
- Кабульський плов
- Пехтех / Пештех (яловичі/баранячі ребра)
- Нарай Гваха (страва з баранини)
- Чопан Кебаб (відбивні з баранини, грильовані на деревному вугіллі)
- Сіх Кебаб (кебаб з яловичини/баранини/курки)
- Шашлик Шаплі
- Шинварі тікка (смажена баранина)
- Кічрей  (липкий середньозернистий рис, приготований з квасолею мунг та цибулею, заправлений спеціальним розтопленим соусом. В основному ця страва споживається взимку)
- Лондей, (пряна баранина з рисом)
- Шорва (суп)
- Аш (ручна локшина)
- Аушак (овочеві пельмені, заправлені томатними та йогуртовими соусами)
- Манту (м’ясні вареники), які зазвичай подають під білим соусом на основі йогурту
- Болані, або ж Піракі в Афганістані
- Буррані — стиль подачі страви здебільшо з баклажанів, іноді картоплі чи гарбуза, коли овоч обсмажується в томатному соусі і прикрашається йогуртом. Не плутати з Болані.
- Бонджан, баклажани, зварені в олії з картоплею та помідорами.
- Бендеї, бамія, зварена на олії з цибулею і помідорами.
- Мастех (свіжоприготований йогурт)
- Гатай ружай, буквально великий рис, — це страва, схожа на різотто, готується лише в Чарсадді, де вирощується дрібнозернистий рис.
- Наан, або Дадай — це плоский хліб, який зазвичай випікають у вертикальних глиняних печах,танурах.
- Шомлех / Шломбех (у Кабулі ще побутує назва "тривай"), — напій, приготований у процесі змішування та струшування йогурту з водо, в який додають сушені листя м’яти та невелику кількість солі.

Пуштунська кухня
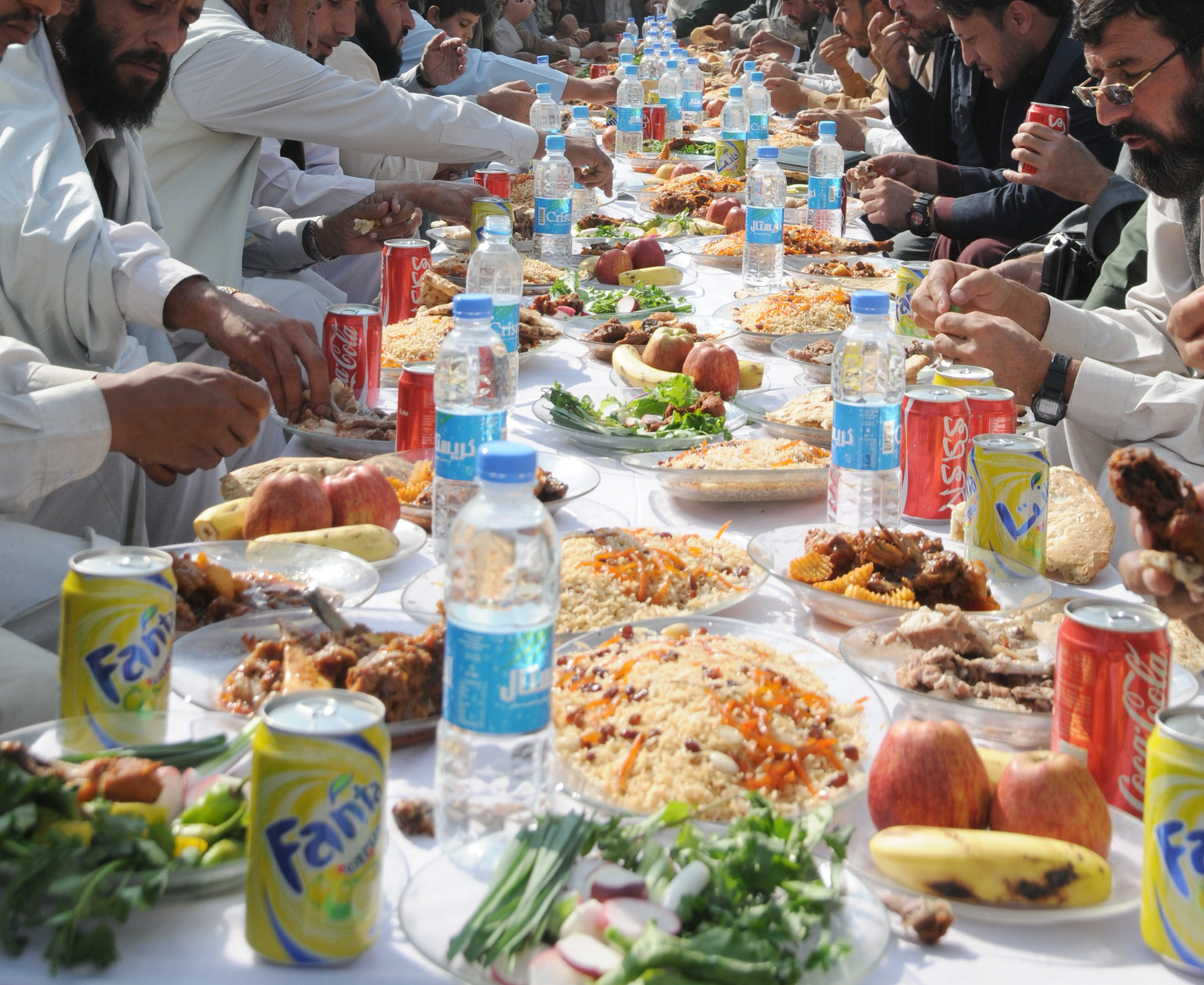
Пуштуни, які обідають в провінції Кунар в Афганістані .
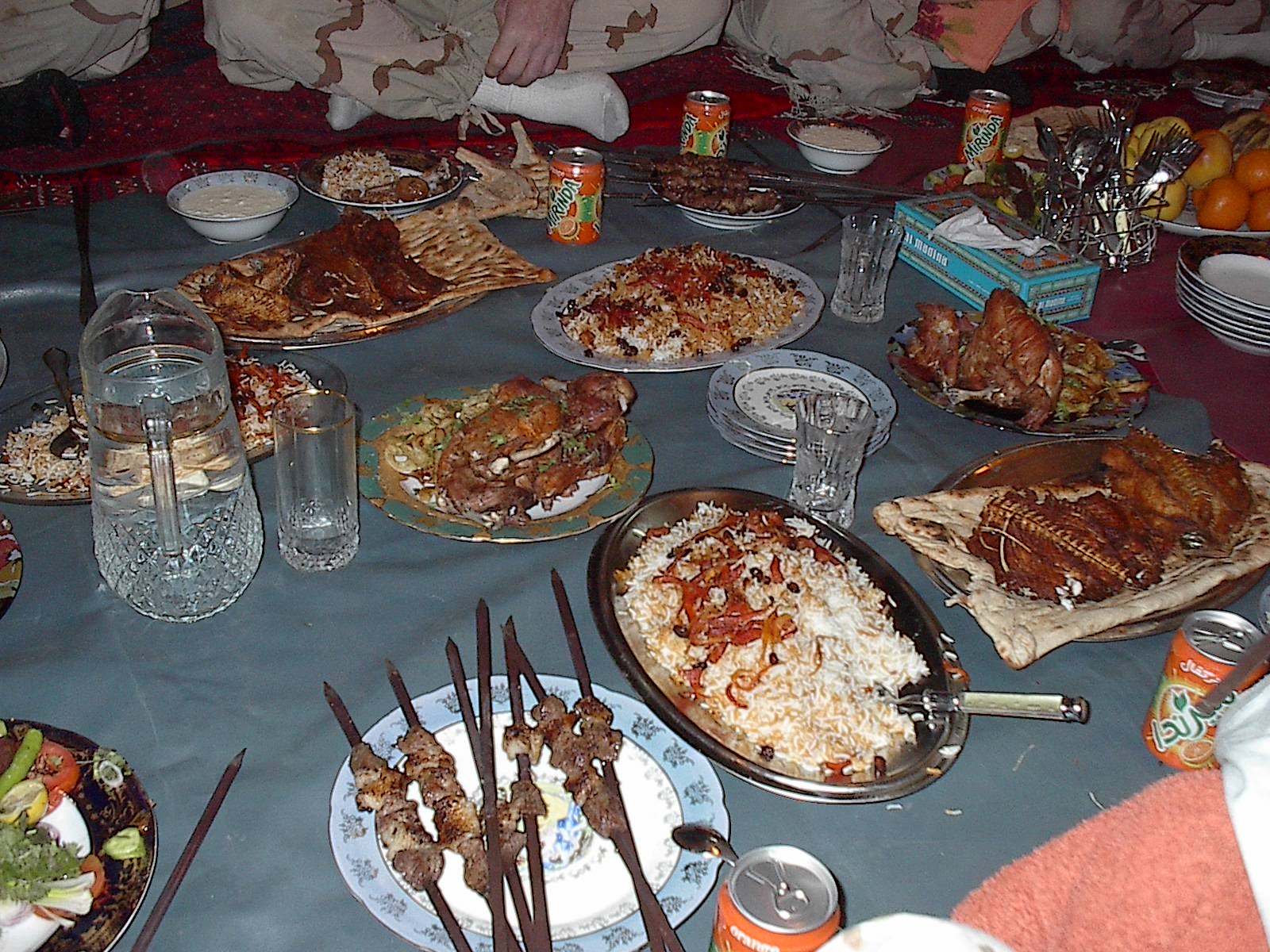
Вечеря на дастархані в провінції Гельманд, з американськими військами (на задньому плані).
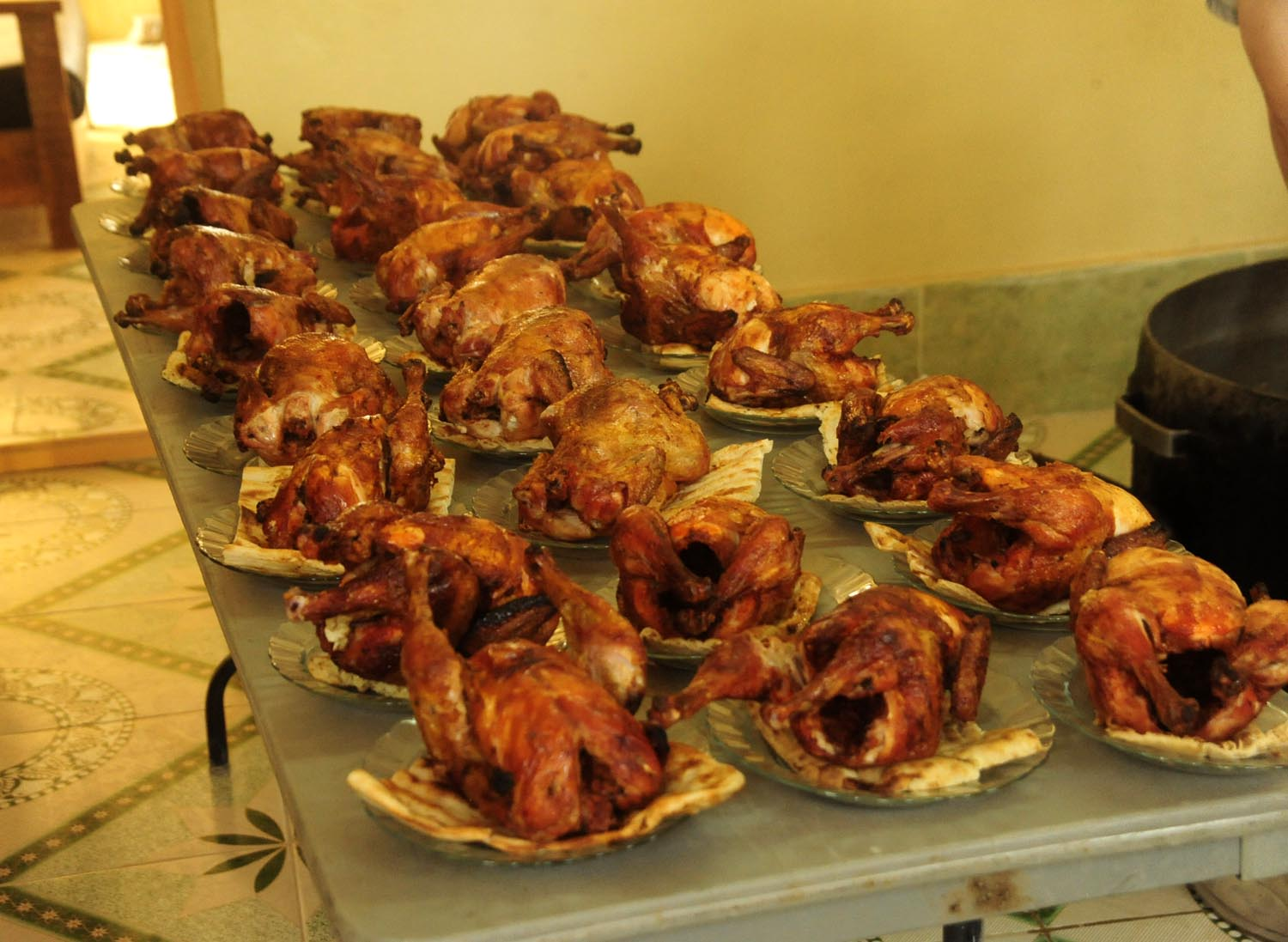
Смажена курка
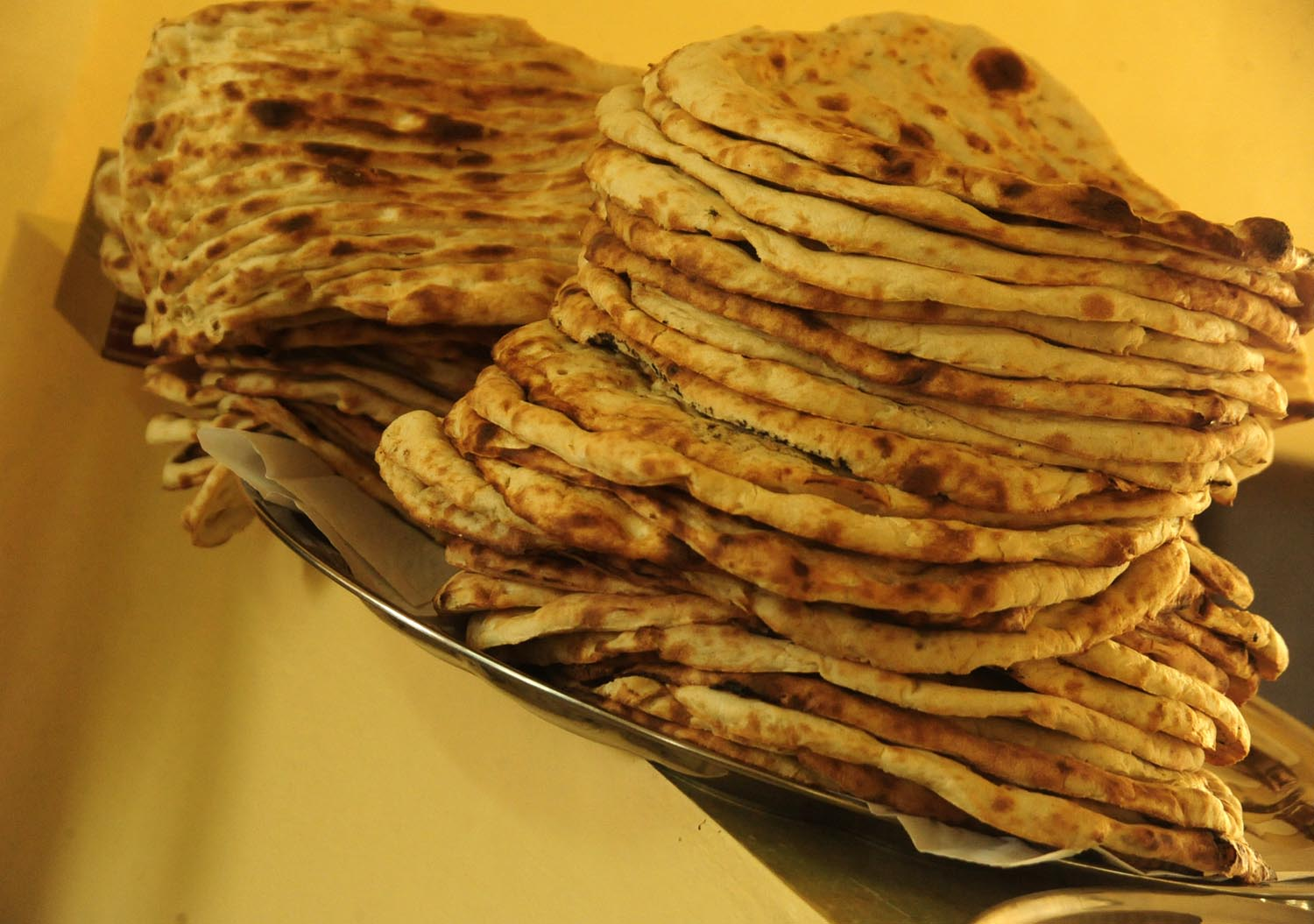
Наан, хліб, який найчастіше вживають в Афганістані та Пакистані
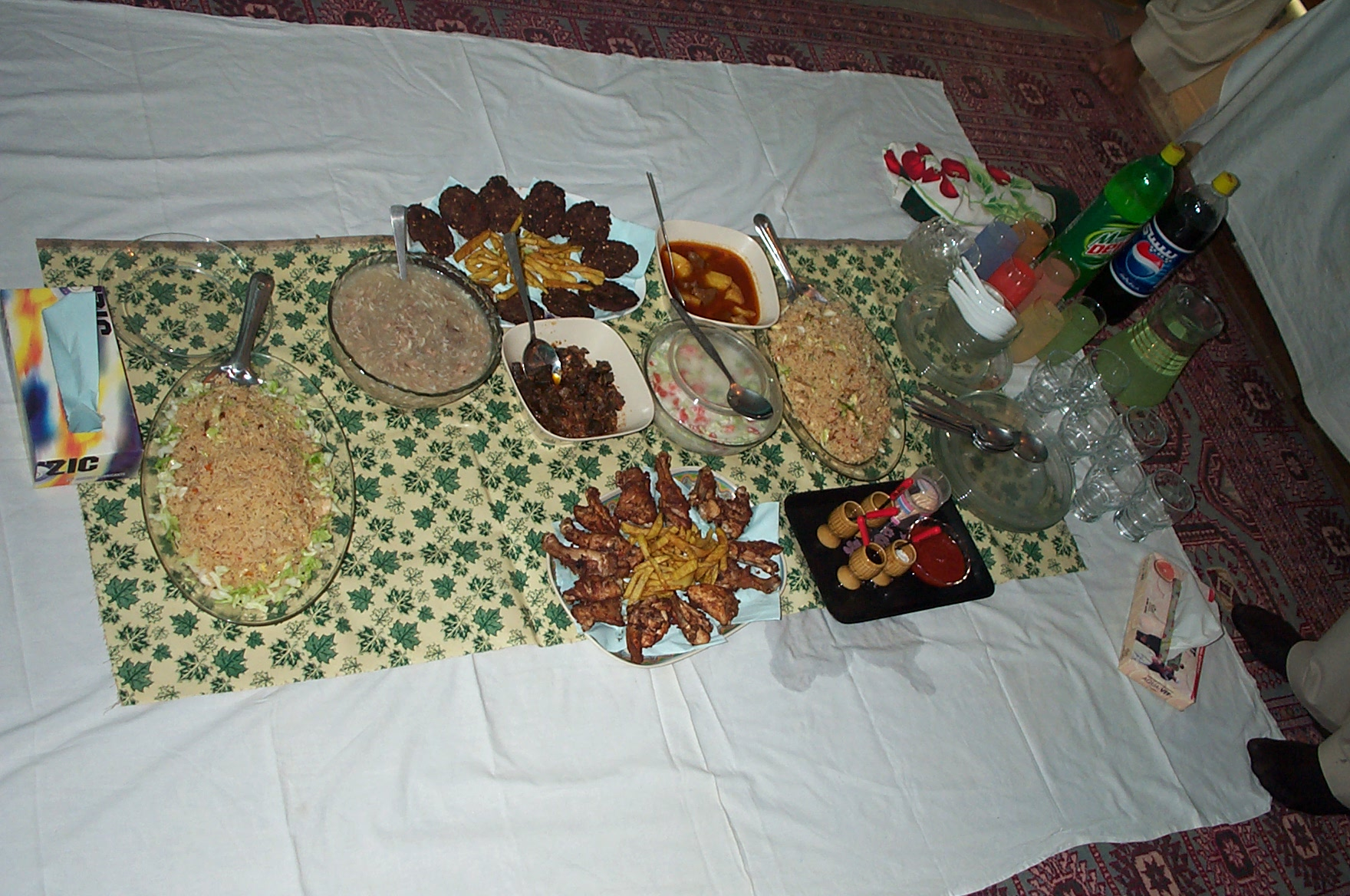
Типова вечеря в Пешварі

### Сніданок
- Шна Кава (зелений чай), хліб, яйця, іноді і сир.